# Алоцентризам
Алоцентризам је оријентација мисли, осећања, обичаја и вредности ка другима пре него према себи. Тежња појединца да у средиште пажње и интересовања ставља друге људе, водећи рачуна о њиховим потребама, а запостављајући своје.